# Championnat d'Afrique des nations masculin de handball 2000
Navigation
Afrique du Sud 1998 Maroc 2002
La 14e édition du championnat d'Afrique des nations masculin de handball a eu lieu en Algérie du 22 avril au lundi  1er mai 2000. Le tournoi réunit les meilleures équipes masculines de handball d'Afrique et se déroule en même temps que le tournoi féminin. Ce championnat sert de qualification pour le championnat du monde 2001.
La compétition se déroule sous la forme d'un championnat unique remporté pour la troisième fois par l'Égypte qui devance l'Algérie et la Tunisie.

## Présentation
La compétition se joue dans deux lieux :
- la Salle Harcha Hassen à Alger, d'une capacité de 8 000 places,
- la Salle de sport au Gué de Constantine, d'une capacité de 4 000 places.

## Résultats
| Date et Heure       | Équipe 1 | Score   | Équipe 2 |
| ------------------- | -------- | ------- | -------- |
| 22 avril 2000 15h30 | Algérie  | 32 – 8  | Gabon    |
| 23 avril 2000 16h30 | Tunisie  | 15 – 15 | Maroc    |
| 23 avril 2000 16h30 | Égypte   | 35 – 18 | Congo    |
| 24 avril 2000 14h30 | Tunisie  | 51 – 12 | RD Congo |
| 24 avril 2000 16h30 | Algérie  | 21 – 8  | Congo    |
| 24 avril 2000 18h30 | Égypte   | 29 – 18 | Maroc    |
| 25 avril 2000 16h30 | Égypte   | 22 – 20 | Algérie  |
| 25 avril 2000 16h30 | Tunisie  | 28 – 9  | Gabon    |
| 25 avril 2000 18h30 | Congo    | 27 – 19 | RD Congo |
| 27 avril 2000 14h30 | Maroc    | 25-14   | Gabon    |
| 27 avril 2000 16h30 | Tunisie  | 31 – 15 | Congo    |
| 27 avril 2000 16h30 | Égypte   | 38 – 14 | RD Congo |
| 28 avril 2000 16h30 | Algérie  | 36 – 10 | RD Congo |
| 28 avril 2000 18h30 | Maroc    | 34 – 22 | Congo    |
| 29 avril 2000 14h30 | Gabon    | 18 – 17 | RD Congo |
| 29 avril 2000 16h30 | Algérie  | 18 – 13 | Maroc    |
| 29 avril 2000 18h30 | Égypte   | 18 – 15 | Tunisie  |
| 30 avril 2000       | Égypte   | 33 – 15 | Gabon    |
| 1er mai 2000        | Congo    | 22 – 16 | Gabon    |
| 1er mai 2000        | Maroc    | 31 – 15 | RD Congo |
| 1er mai 2000        | Algérie  | 13 – 11 | Tunisie  |

## Classement final
|                             | Équipe   | Pts | J | G | N | P | Bp  | Bc  | Diff |
| --------------------------- | -------- | --- | - | - | - | - | --- | --- | ---- |
| Médaille d'or, Afrique      | Égypte   | 12  | 6 | 6 | 0 | 0 | 175 | 100 | 75   |
| Médaille d'argent, Afrique  | Algérie  | 10  | 6 | 5 | 0 | 1 | 140 | 72  | 68   |
| Médaille de bronze, Afrique | Tunisie  | 7   | 6 | 3 | 1 | 2 | 151 | 82  | 69   |
| 4                           | Maroc    | 7   | 6 | 3 | 1 | 2 | 136 | 113 | 23   |
| 5                           | Congo    | 4   | 6 | 2 | 0 | 4 | 112 | 156 | -44  |
| 6                           | Gabon    | 2   | 6 | 1 | 0 | 5 | 80  | 157 | -77  |
| 7                           | RD Congo | 0   | 6 | 0 | 0 | 6 | 87  | 201 | -114 |

Grâce à la 7e place de l'Égypte au Championnat du monde 1999, les quatre premières équipes (au lieu de trois habituellement) sont qualifiées pour le Championnat du monde 2001 : l'Égypte,  l'Algérie, la Tunisie et le Maroc.
Remarque : ce tournoi ne sert pas de qualification pour les Jeux olympiques de 2000 : en plus de l'Égypte, qualifié grâce à sa 7e place au Championnat du monde 1999, le second qualifié africain est déterminé lors d'un tournoi de qualification.